# Linh dương Oribi
Linh dương Oribi (Ourebia ourebi) là một loài động vật có vú trong họ Bovidae, bộ Artiodactyla. Loài này được Zimmermann mô tả năm 1783.

## Hình ảnh

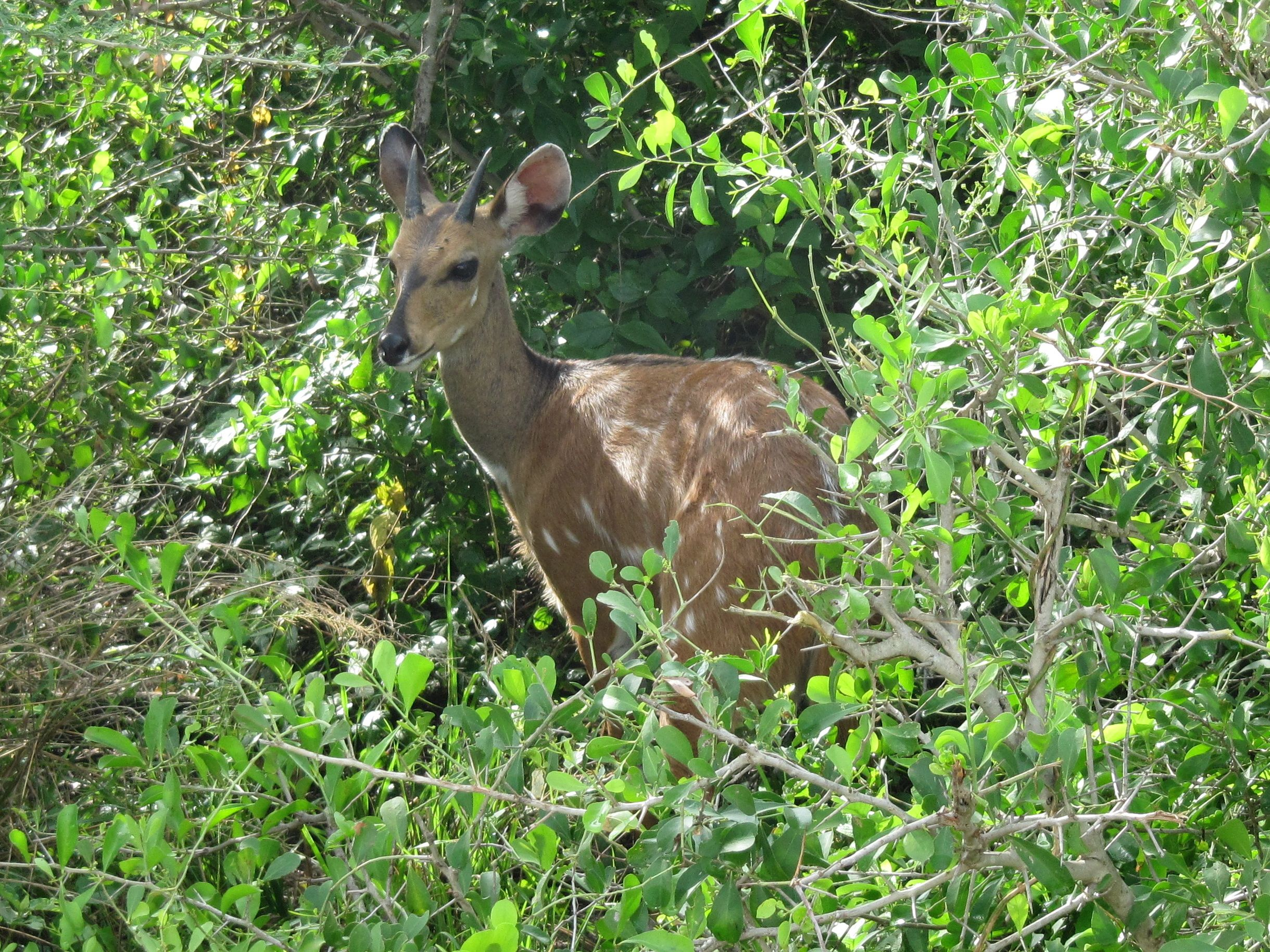
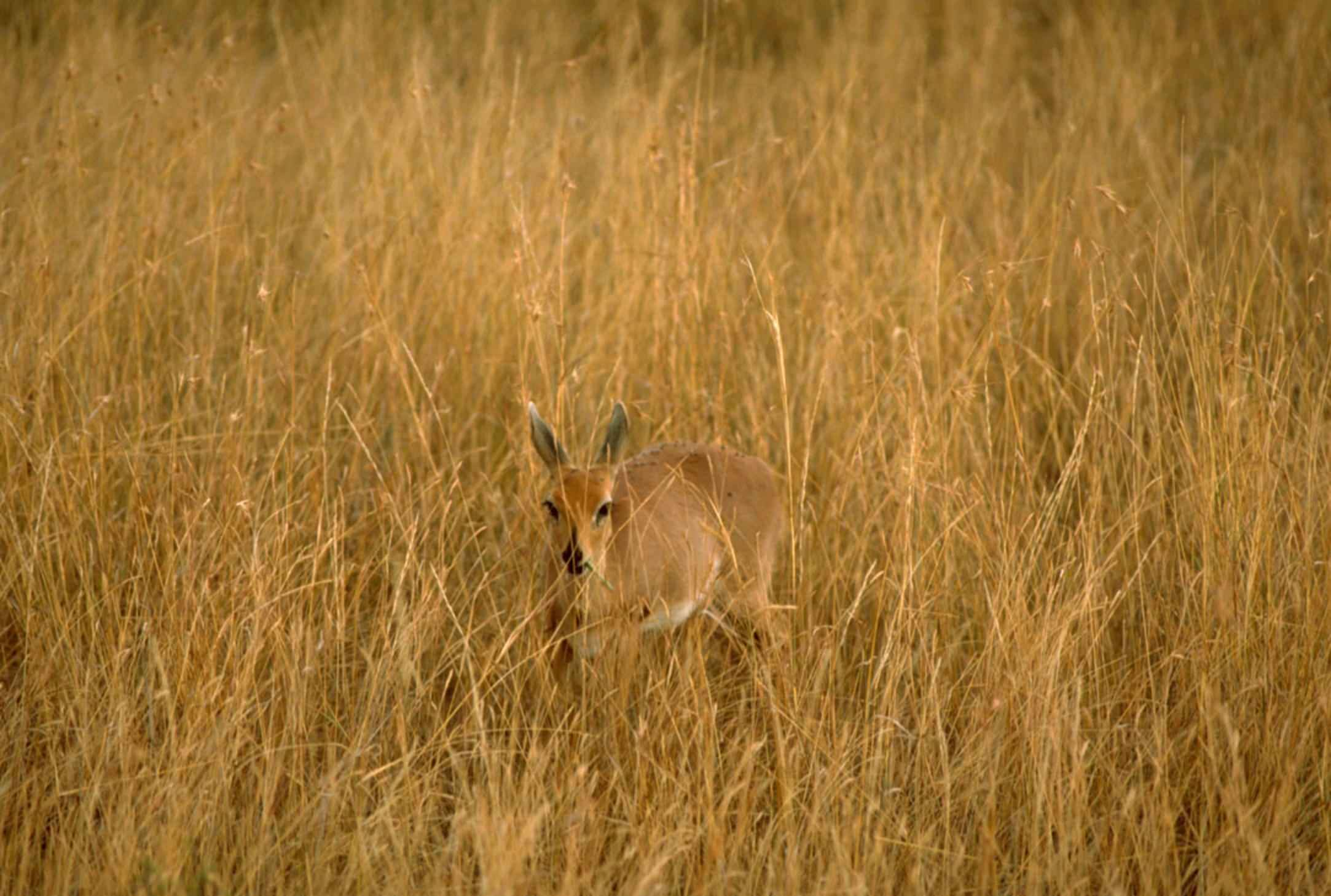